# Julius Scriba
Pour les articles homonymes, voir Scriba.

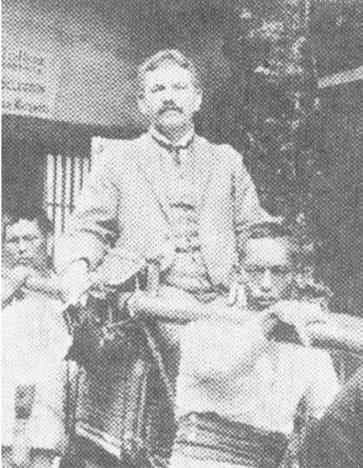
Julius Scriba

Julius Karl Scriba (5 juin 1848 – 3 janvier 1905) est un médecin hessois qui est conseiller étranger au Japon pendant l'ère Meiji. Il contribue ainsi au développement de la médecine occidentale dans l'archipel asiatique.

## Biographie
Scriba est né à Darmstadt en grand-duché de Hesse. Ses études de pharmacie et de médecine sont interrompues par un an de service militaire lors de la guerre franco-prussienne de 1870/71. Trois ans après ce conflit, il obtient son diplôme de l'université de Heidelberg et devient médecin à Fribourg-en-Brisgau. Il fait son apprentissage sous la conduite de l'éminent médecin Vincenz Czerny, et, en 1879, il devient maître de conférence à l'université de Fribourg-en-Brisgau. En plus de son travail en médecine, il est un botaniste plutôt doué et publie un ouvrage sur la flore du Grand-duché de Hesse.
À partir de 1870, le gouvernement de Meiji au Japon commence à recruter des experts en médecine allemands afin de fonder un réseau d'écoles de médecine modernes. À l'époque, la médecine d'Allemagne est considérée comme la plus avancée d'Europe et la plupart des manuels et des articles médicaux sont publiés en allemand. La médecine occidentale est ainsi introduite au Japon pendant la période Edo pour des médecins germanophones comme Engelbert Kaempfer et Philipp Franz von Siebold, et par le médecin allemand Erwin Bälz qui est le médecin personnel de l'empereur Meiji.
Scriba est conseiller étranger auprès du gouvernement japonais du 6 juin 1881 au 5 juin 1887 et il enseigne la chirurgie, la dermatologie, l'ophtalmologie et la gynécologie au département de médecine de l'université de Tokyo. En 1885, il fait la toute première description de la forme endémique tropicale de l'infection bactérienne Pyomyositis (de). Il rentre en Allemagne après l'expiration de son contrat mais il signe à nouveau pour la période du 2 septembre 1889 au 10 septembre 1901. Durant ce deuxième séjour au Japon, il effectue la première craniectomie pour une fracture du crâne du Japon en 1892. Il forme plusieurs Japonais qui deviennent plus tard les têtes de file de la médecine du Japon moderne. Son assistant japonais Hayari Miyake (1867–1945) devient le premier neurochirurgien du pays. À partir de 1893, il est le médecin en chef de l'ambassade d'Allemagne à Tokyo. Il devient, en 1903, médecin-chef du St. Luke's Hospital de Tokyo. Il est aussi le premier membre honoraire de la Société japonaise de médecine et Professeur Honoraire de l'université de Tokyo.
Le gouvernement japonais a besoin des services de Scriba lors de deux incidents internationaux très sensibles : la première fois lors du scandale d'Ōtsu, quand le Tsarévitch russe Nicolas Alexandrovitch (le futur Tsar Nicolas II) est agressé par un policier japonais en 1891 ; et la deuxième fois quand le diplomate chinois Li Hongzhang reçoit un coup de feu pendant la conférence de paix de Shimonoseki en 1895 qui met fin à la première guerre sino-japonaise. Pour ses services, l'empereur Meiji lui décerne l'ordre du Trésor sacré.
Scriba meurt d'un abcès pulmonaire à Kamakura dans la préfecture de Kanagawa en 1905 et est enterré dans la section des étrangers du cimetière d'Aoyama à Tokyo.